# Europees kampioenschap voetbal onder 16 - 1997 (kwalificatie)
Het kwalificatietoernooi voor het Europees kampioenschap voetbal onder 16 voor mannen 1997 was een toernooi dat duurde van 17 september 1996 tot en met 8 maart 1997. Dit toernooi zou bepalen welke 15 landen zich kwalificeerden voor het Europees kampioenschap voetbal mannen onder 16 van 1997.
Duitsland hoefde niet aan dit kwalificatietoernooi mee te doen, omdat dit land als gastland direct gekwalificeerd is voor het hoofdtoernooi.

## Gekwalificeerde landen
| Land          | Gekwalificeerd als           | Aantal deelnames |
| ------------- | ---------------------------- | ---------------- |
| Duitsland     | Gastland                     | 12e              |
| Italië        | Winnaar kwalificatiegroep 1  | 9e               |
| Israël        | Winnaar kwalificatiegroep 2  | 4e               |
| Oekraïne      | Winnaar kwalificatiegroep 3  | 3e               |
| Frankrijk     | Winnaar kwalificatiegroep 4  | 12e              |
| Georgië       | Winnaar kwalificatiegroep 5  | Debuut           |
| Slovenië      | Winnaar kwalificatiegroep 6  | 2e               |
| Oostenrijk    | Winnaar kwalificatiegroep 7  | 9e               |
| Spanje        | Winnaar kwalificatiegroep 8  | 12e              |
| Slowakije     | Winnaar kwalificatiegroep 9  | 3e               |
| Hongarije     | Winnaar kwalificatiegroep 10 | 6e               |
| Polen         | Winnaar kwalificatiegroep 11 | 6e               |
| Zwitserland   | Winnaar kwalificatiegroep 12 | 7e               |
| IJsland       | Winnaar kwalificatiegroep 13 | 5e               |
| Noord-Ierland | Winnaar kwalificatiegroep 14 | 5e               |
| België        | Winnaar kwalificatiegroep 15 | 6e               |

## Kwalificatieronde

### Groep 1
De wedstrijden werden gespeeld tussen 4 en 8 maart 1997 in Italië.
| Pos | Team         | Wed | W | G | V | Ptn | DV | DT | +/− | Kwalificatie                      |   | AZE | RUS | ROU | AZE |
| --- | ------------ | --- | - | - | - | --- | -- | -- | --- | --------------------------------- | - | --- | --- | --- | --- |
| 1   | Italië       | 3   | 2 | 1 | 0 | 7   | 6  | 0  | +6  | Geplaatst voor het hoofdtoernooi. |   | —   | 3–0 | 3–0 | 0–0 |
| 2   | Rusland      | 3   | 1 | 1 | 1 | 4   | 3  | 3  | 0   |                                   |   | —   | —   | 0–0 | 3–0 |
| 3   | Roemenië     | 3   | 1 | 1 | 1 | 4   | 3  | 4  | −1  |                                   | — | —   | —   | 3–1 |     |
| 4   | Azerbeidzjan | 3   | 0 | 1 | 2 | 1   | 1  | 6  | −5  |                                   | — | —   | —   | —   |     |

### Groep 2
De wedstrijden werden gespeeld tussen 4 en 8 maart 1997 in Israël.
| Pos | Team        | Wed | W | G | V | Ptn | DV | DT | +/− | Kwalificatie                      |   | ISR | ALB | YUG |
| --- | ----------- | --- | - | - | - | --- | -- | -- | --- | --------------------------------- | - | --- | --- | --- |
| 1   | Israël      | 2   | 2 | 0 | 0 | 6   | 6  | 1  | +5  | Geplaatst voor het hoofdtoernooi. |   | —   | 1–0 | 5–1 |
| 2   | Albanië     | 2   | 1 | 0 | 1 | 3   | 2  | 2  | 0   |                                   |   | —   | —   | 2–1 |
| 3   | Joegoslavië | 2   | 0 | 0 | 2 | 0   | 2  | 7  | −5  |                                   | — | —   | —   |     |

### Groep 3
De wedstrijden werden gespeeld tussen 20 en 24 november 1996 in San Marino.
| Pos | Team       | Wed | W | G | V | Ptn | DV | DT | +/− | Kwalificatie                      |   | UKR | MDA | SMR |
| --- | ---------- | --- | - | - | - | --- | -- | -- | --- | --------------------------------- | - | --- | --- | --- |
| 1   | Oekraïne   | 2   | 2 | 0 | 0 | 6   | 8  | 0  | +8  | Geplaatst voor het hoofdtoernooi. |   | —   | 3–0 | 5–0 |
| 2   | Moldavië   | 2   | 1 | 0 | 1 | 3   | 3  | 3  | 0   |                                   |   | —   | —   | 3–0 |
| 3   | San Marino | 2   | 0 | 0 | 2 | 0   | 0  | 8  | −8  |                                   | — | —   | —   |     |

### Groep 4
De wedstrijden werden gespeeld tussen 16 oktober 1996 en 10 maart 1997.
| Pos | Team      | Wed | W | G | V | Ptn | DV | DT | +/− | Kwalificatie                      |     | FRA | TUR | MLT |
| --- | --------- | --- | - | - | - | --- | -- | -- | --- | --------------------------------- | --- | --- | --- | --- |
| 1   | Frankrijk | 4   | 2 | 2 | 0 | 8   | 11 | 3  | +8  | Geplaatst voor het hoofdtoernooi. |     | —   | 2–2 | 5–0 |
| 2   | Turkije   | 4   | 2 | 2 | 0 | 8   | 10 | 3  | +7  |                                   |     | 1–1 | —   | 4–0 |
| 3   | Malta     | 4   | 0 | 0 | 4 | 0   | 0  | 15 | −15 |                                   | 0–3 | 0–3 | —   |     |

### Groep 5
De wedstrijden werden gespeeld tussen 23 en 27 oktober 1996 in Griekenland.
| Pos | Team        | Wed | W | G | V | Ptn | DV | DT | +/− | Kwalificatie                      |   | GEO | GRE | BUL |
| --- | ----------- | --- | - | - | - | --- | -- | -- | --- | --------------------------------- | - | --- | --- | --- |
| 1   | Georgië     | 2   | 1 | 1 | 0 | 4   | 8  | 4  | +4  | Geplaatst voor het hoofdtoernooi. |   | —   | 4–4 | 4–0 |
| 2   | Griekenland | 2   | 0 | 2 | 0 | 2   | 5  | 5  | 0   |                                   |   | —   | —   | 1–1 |
| 3   | Bulgarije   | 2   | 0 | 1 | 1 | 1   | 1  | 5  | −4  |                                   | — | —   | —   |     |

### Groep 6
De wedstrijden werden gespeeld tussen 22 en 26 oktober 1996 in Slovenië.
| Pos | Team            | Wed | W | G | V | Ptn | DV | DT | +/− | Kwalificatie                      |   | SLO | NED | DEN | MKD |
| --- | --------------- | --- | - | - | - | --- | -- | -- | --- | --------------------------------- | - | --- | --- | --- | --- |
| 1   | Slovenië        | 3   | 2 | 1 | 0 | 7   | 8  | 2  | +6  | Geplaatst voor het hoofdtoernooi. |   | —   | 1–0 | 0–0 | 7–2 |
| 2   | Nederland       | 3   | 2 | 0 | 1 | 6   | 2  | 1  | +1  |                                   |   | —   | —   | 1–0 | 1–0 |
| 3   | Denemarken      | 3   | 1 | 1 | 1 | 4   | 6  | 1  | +5  |                                   | — | —   | —   | 6–0 |     |
| 4   | Noord-Macedonië | 3   | 0 | 0 | 3 | 0   | 2  | 14 | −12 |                                   | — | —   | —   | —   |     |

### Groep 7
De wedstrijden werden gespeeld tussen 3 en 7 maart 1997 in Cyprus.
| Pos | Team          | Wed | W | G | V | Ptn | DV | DT | +/− | Kwalificatie                      |   | AUT | CYP | LIE |
| --- | ------------- | --- | - | - | - | --- | -- | -- | --- | --------------------------------- | - | --- | --- | --- |
| 1   | Oostenrijk    | 2   | 1 | 1 | 0 | 4   | 5  | 0  | +5  | Geplaatst voor het hoofdtoernooi. |   | —   | 0–0 | 5–0 |
| 2   | Cyprus        | 2   | 1 | 1 | 0 | 4   | 3  | 0  | +3  |                                   |   | —   | —   | 3–0 |
| 3   | Liechtenstein | 2   | 0 | 0 | 2 | 0   | 0  | 8  | −8  |                                   | — | —   | —   |     |

### Groep 8
De wedstrijden werden gespeeld tussen 28 oktober en 1 november 1996 in Engeland.
| Pos | Team     | Wed | W | G | V | Ptn | DV | DT | +/− | Kwalificatie                      |   | ESP | CZE | ENG |
| --- | -------- | --- | - | - | - | --- | -- | -- | --- | --------------------------------- | - | --- | --- | --- |
| 1   | Spanje   | 2   | 1 | 1 | 0 | 4   | 6  | 2  | +4  | Geplaatst voor het hoofdtoernooi. |   | —   | 1–1 | 5–1 |
| 2   | Tsjechië | 2   | 0 | 2 | 0 | 2   | 3  | 3  | 0   |                                   |   | —   | —   | 2–2 |
| 3   | Engeland | 2   | 0 | 1 | 1 | 1   | 3  | 7  | −4  |                                   | — | —   | —   |     |

### Groep 9
De wedstrijden werden gespeeld tussen 17 en 21 september 1996 in Kroatië.
| Pos | Team        | Wed | W | G | V | Ptn | DV | DT | +/− | Kwalificatie                      |   | SVK | CRO | BLR |
| --- | ----------- | --- | - | - | - | --- | -- | -- | --- | --------------------------------- | - | --- | --- | --- |
| 1   | Slowakije   | 2   | 1 | 1 | 0 | 4   | 3  | 2  | +1  | Geplaatst voor het hoofdtoernooi. |   | —   | 1–1 | 2–1 |
| 2   | Kroatië     | 2   | 1 | 1 | 0 | 4   | 2  | 1  | +1  |                                   |   | —   | —   | 1–0 |
| 3   | Wit-Rusland | 2   | 0 | 0 | 2 | 0   | 1  | 3  | −2  |                                   | — | —   | —   |     |

### Groep 10
De wedstrijden werden gespeeld tussen 14 en 18 oktober 1996 in Hongarije.
| Pos | Team      | Wed | W | G | V | Ptn | DV | DT | +/− | Kwalificatie                      |   | HUN | ARM | POR |
| --- | --------- | --- | - | - | - | --- | -- | -- | --- | --------------------------------- | - | --- | --- | --- |
| 1   | Hongarije | 2   | 2 | 0 | 0 | 6   | 7  | 0  | +7  | Geplaatst voor het hoofdtoernooi. |   | —   | 6–0 | 1–0 |
| 2   | Armenië   | 2   | 1 | 0 | 1 | 3   | 1  | 6  | −5  |                                   |   | —   | —   | 1–0 |
| 3   | Portugal  | 2   | 0 | 0 | 2 | 0   | 0  | 2  | −2  |                                   | — | —   | —   |     |

### Groep 11
De wedstrijden werden gespeeld tussen 1 en 5 oktober 1996 in Polen.
| Pos | Team      | Wed | W | G | V | Ptn | DV | DT | +/− | Kwalificatie                      |   | POL | SCO | NOR | WAL |
| --- | --------- | --- | - | - | - | --- | -- | -- | --- | --------------------------------- | - | --- | --- | --- | --- |
| 1   | Polen     | 3   | 2 | 1 | 0 | 7   | 8  | 3  | +5  | Geplaatst voor het hoofdtoernooi. |   | —   | 2–2 | 4–1 | 2–0 |
| 2   | Schotland | 3   | 2 | 1 | 0 | 7   | 4  | 2  | +2  |                                   |   | —   | —   | 1–0 | 1–0 |
| 3   | Noorwegen | 3   | 1 | 0 | 2 | 3   | 4  | 6  | −2  |                                   | — | —   | —   | 3–1 |     |
| 4   | Wales     | 3   | 0 | 0 | 3 | 0   | 1  | 6  | −5  |                                   | — | —   | —   | —   |     |

### Groep 12
De wedstrijden werden gespeeld tussen 22 en 26 september 1996 in Estland.
| Pos | Team        | Wed | W | G | V | Ptn | DV | DT | +/− | Kwalificatie                      |   | SUI | EST | LAT |
| --- | ----------- | --- | - | - | - | --- | -- | -- | --- | --------------------------------- | - | --- | --- | --- |
| 1   | Zwitserland | 2   | 1 | 1 | 0 | 4   | 8  | 1  | +7  | Geplaatst voor het hoofdtoernooi. |   | —   | 7–0 | 1–1 |
| 2   | Estland     | 2   | 1 | 0 | 1 | 3   | 1  | 7  | −6  |                                   |   | —   | —   | 1–0 |
| 3   | Letland     | 2   | 0 | 1 | 1 | 1   | 1  | 2  | −1  |                                   | — | —   | —   |     |

### Groep 13
De wedstrijden werden gespeeld tussen 23 en 27 september 1996 in IJsland.
| Pos | Team      | Wed | W | G | V | Ptn | DV | DT | +/− | Kwalificatie                      |   | ISL | LUX | FAR |
| --- | --------- | --- | - | - | - | --- | -- | -- | --- | --------------------------------- | - | --- | --- | --- |
| 1   | IJsland   | 2   | 2 | 0 | 0 | 6   | 7  | 0  | +7  | Geplaatst voor het hoofdtoernooi. |   | —   | 3–0 | 4–0 |
| 2   | Luxemburg | 2   | 1 | 0 | 1 | 3   | 4  | 5  | −1  |                                   |   | —   | —   | 4–2 |
| 3   | Faeröer   | 2   | 0 | 0 | 2 | 0   | 2  | 8  | −6  |                                   | — | —   | —   |     |

### Groep 14
De wedstrijden werden gespeeld tussen 18 en 22 november 1996 in Noord-Ierland.
| Pos | Team          | Wed | W | G | V | Ptn | DV | DT | +/− | Kwalificatie                      |   | NIR | LTU | IRL |
| --- | ------------- | --- | - | - | - | --- | -- | -- | --- | --------------------------------- | - | --- | --- | --- |
| 1   | Noord-Ierland | 0   | 0 | 0 | 0 | 0   | 0  | 0  | 0   | Geplaatst voor het hoofdtoernooi. |   | —   | −   | –   |
| 2   | Litouwen      | 0   | 0 | 0 | 0 | 0   | 0  | 0  | 0   |                                   |   | —   | —   | –   |
| 3   | Ierland       | 0   | 0 | 0 | 0 | 0   | 0  | 0  | 0   |                                   | — | —   | —   |     |

### Groep 15
De wedstrijden werden gespeeld tussen 23 en 27 september 1996 in Zweden.
| Pos | Team    | Wed | W | G | V | Ptn | DV | DT | +/− | Kwalificatie                      |   | BEL | SWE | FIN |
| --- | ------- | --- | - | - | - | --- | -- | -- | --- | --------------------------------- | - | --- | --- | --- |
| 1   | België  | 2   | 2 | 0 | 0 | 6   | 6  | 2  | +4  | Geplaatst voor het hoofdtoernooi. |   | —   | 1–0 | 5–2 |
| 2   | Zweden  | 2   | 1 | 0 | 1 | 3   | 2  | 1  | +1  |                                   |   | —   | —   | 2–0 |
| 3   | Finland | 2   | 0 | 0 | 2 | 0   | 2  | 7  | −5  |                                   | — | —   | —   |     |

Jeugd-EK's: onder 21 · onder 19       Jeugd-WK's: onder 20 · onder 17